# Обыкновенная медведка
Обыкновенная медведка (лат. Gryllotalpa gryllotalpa) — вид прямокрылых насекомых из семейства медведок.

## Описание

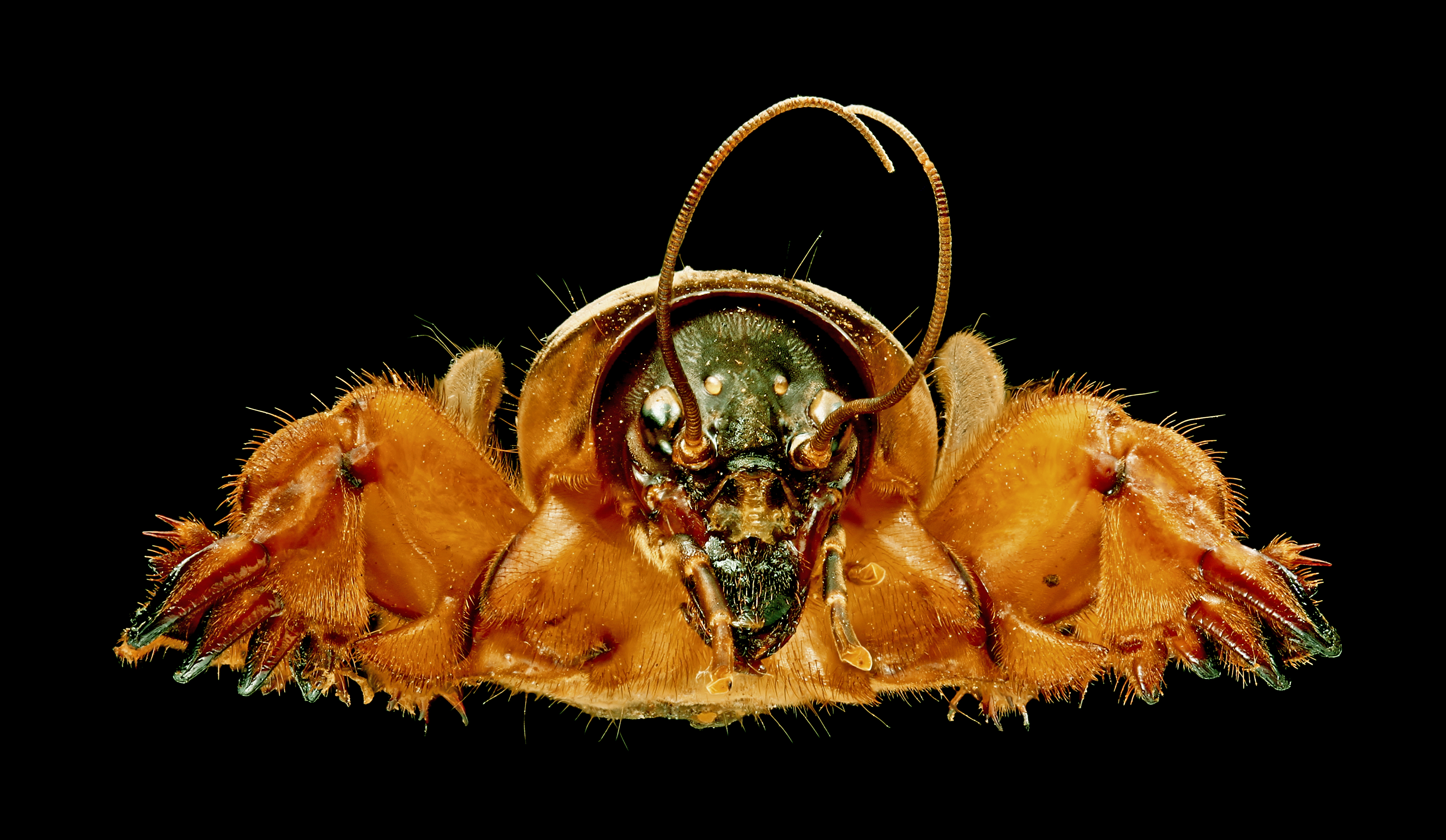
Голова крупным планом

Крупное насекомое с длиной тела (без усов и церок) до 5 сантиметров. Брюшко примерно в 3 раза больше головогруди, мягкое, веретенообразной формы, диаметром у взрослых особей около 1 см. На конце брюшка заметны парные нитевидные придатки — церки, длиной до 1 см. Грудной панцирь твердый, строение его таково, что голова может частично убираться под его защиту. На голове хорошо заметны два больших сложных глаза, длинные усы-антенны и две пары щупалец, обрамляющих ротовой аппарат грызущего типа. Передняя пара конечностей у медведки видоизменена по сравнению с другими двумя, являясь превосходным инструментом для рытья земли. В отличие от сверчков и кузнечиков, у медведок задние ноги не предназначены для прыжков. У взрослых особей крылья в сложенном состоянии имеют вид двух длинных тонких жгутов, часто превышающих длину брюшка. Медведки способны к полёту, но чтобы они могли взлететь, им нужен достаточно тёплый воздух, иначе мышцы их крыльев не смогут работать, поэтому летают они редко.
Окраска тела: брюшко тёмно-бурое с верхней стороны, светлеющее до оливкового к низу, такой же расцветки конечности. Голова и грудь тёмно-бурые.

## Распространение
Вид распространён в Европе (не встречается в Норвегии) и в Закавказье, до западной части Азии и в Северной Африке, в Казахстане и Киргизии. В России встречается в её европейской части, за исключением некоторых северных и северо-восточных областей.

## Экология

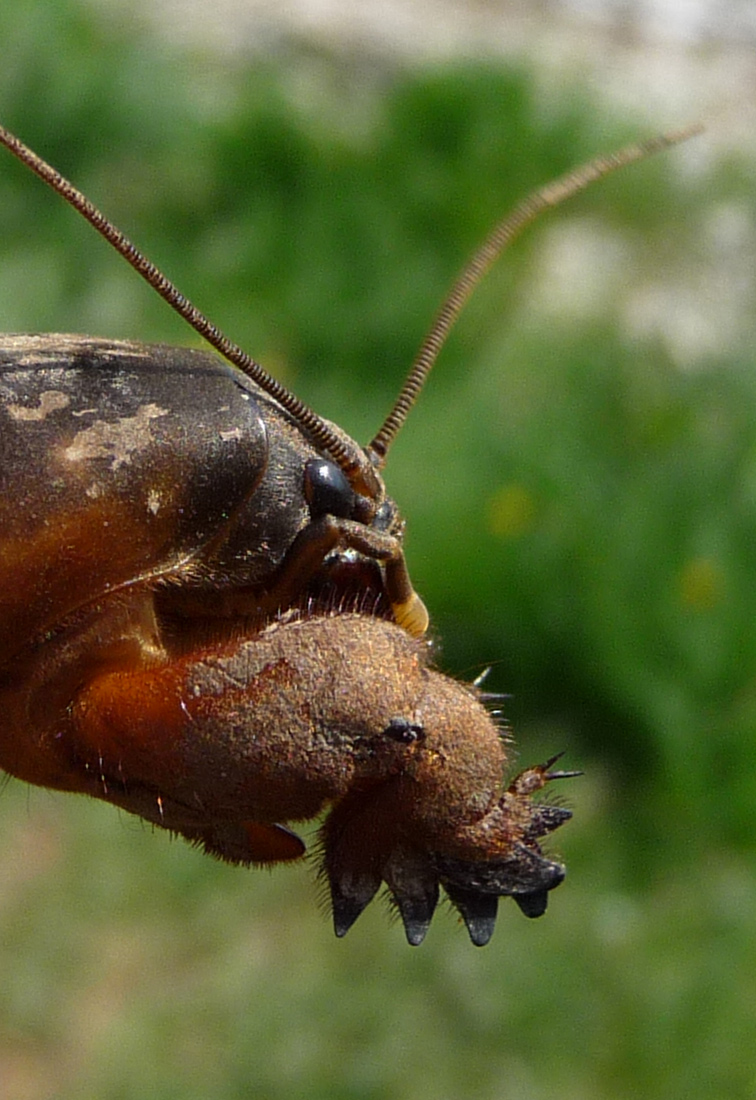
Передние конечности медведки аналогичны лапам крота и служат для рытья нор

Живёт в песчаных, освещенных солнцем почвах, на тёплых равнинах. Хотя избегает сухих мест и в сухие годы отступает на влажные прибрежные почвы. Насекомое ведёт преимущественно подземный образ жизни.
На поверхность выбирается редко, в основном в ночное время суток.
Зимует медведка в земле на глубине до 60 см, либо в компостных кучах.
Питается в основном корнеплодами растений, дождевыми червями и насекомыми.

## Размножение
Насекомое с неполным превращением.
Самка медведки делает на маленькой глубине в земле гнездо, куполообразный свод которого обычно несколько возвышается над поверхностью земли — для обеспечения лучшего прогрева кладки солнечными лучами. В кладке сотни яиц, из которых выходят личинки, формой тела напоминающие взрослую особь, только гораздо светлее. Личинки растут несколько лет, у нимф заметны зачатки крыльев.

## Меры борьбы

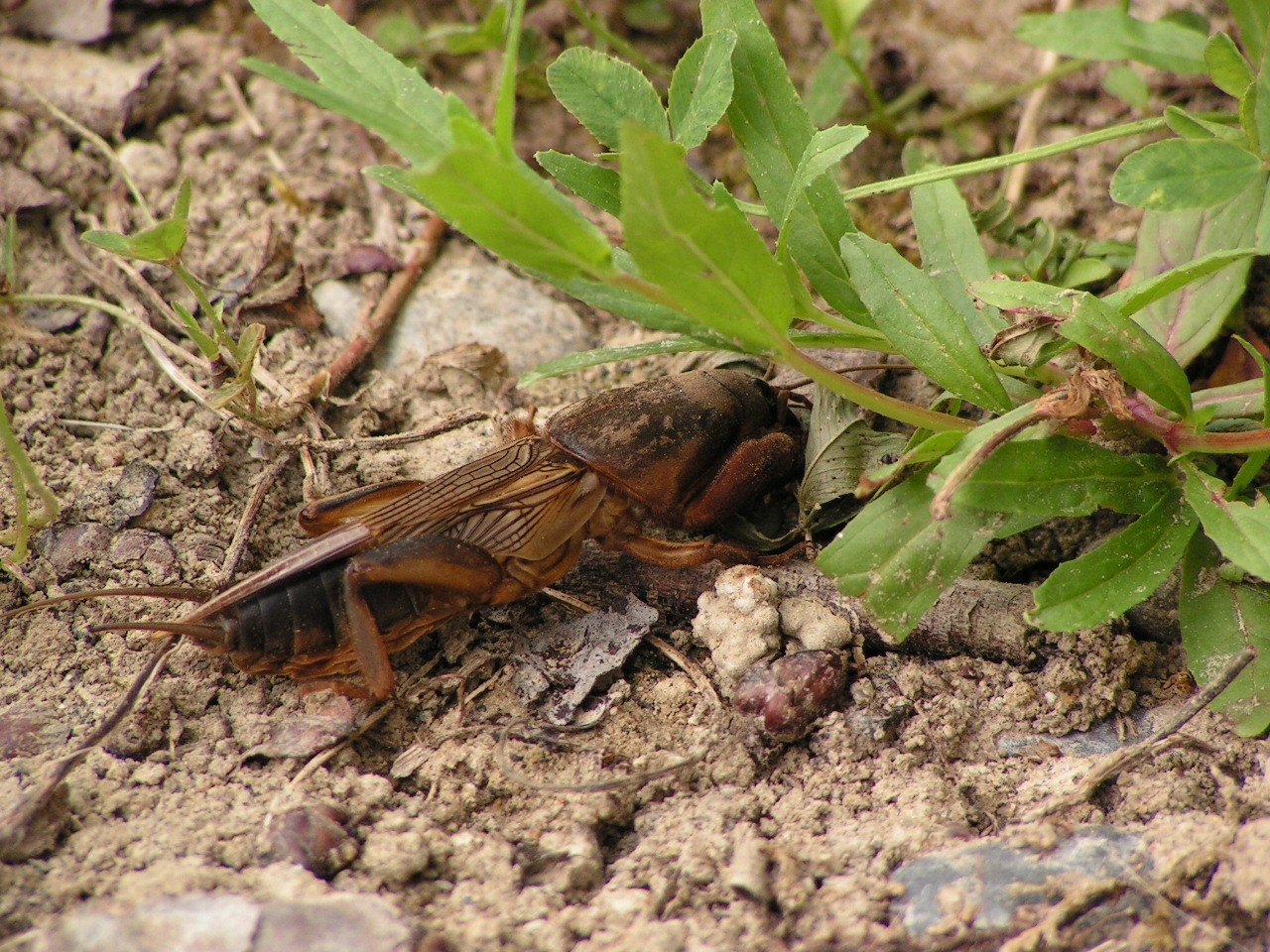
Медведка в естественной среде обитания

Для борьбы с медведкой используют инсектициды, которые раскладывают в лунки во время высадки рассады. После внесения препарата лунки засыпают почвой. Существуют также и другие методы. В конце июля — начале августа выкапывают специальные ловчие ямки, глубиной 35—50 см. Ямки наполняют полуперепревшим или свежим конским навозом и прикрывают землей. Медведки собираются в этом навозе на зимовку. Поздней осенью или уже в начале зимы навоз раскидывают, и собравшихся медведок уничтожают.

## Экологическое значение
Медведка, прорывая ходы в почве, улучшает её аэрацию. Однако может быть вредителем на сельскохозяйственных угодьях, потому что часто подгрызает корни культурных растений при прокладке туннелей. Таким образом, соотношение вреда и пользы от медведок определяется их числом на участке.